# Fútbol femenino en los Juegos del Pacífico 2019
El fútbol femenino fue una de las disciplinas en las que se disputaron medallas en los Juegos del Pacífico 2019 realizados en Apia, Samoa.
Se disputaron entre el 8 y el 20 de julio y tomaron parte 10 selecciones: Fiyi, Islas Cook, Islas Salomón, Nueva Caledonia, Papúa Nueva Guinea, Samoa, Tonga, Vanuatu, Tahití y Samoa Americana. Se dividieron en dos grupos de 5 selecciones cada. 

## Participantes
| Equipos participantes | Equipos participantes | Equipos participantes | Equipos participantes | Equipos participantes |
| --------------------- | --------------------- | --------------------- | --------------------- | --------------------- |
| Samoa Americana       | Islas Cook            | Fiyi                  | Nueva Caledonia       | Papúa Nueva Guinea    |
| Islas Salomón         | Samoa                 | Tonga                 | Tahití                | Vanuatu               |

## Resultados

### Primera fase

#### Grupo A
| Equipo          | Pts | PJ | PG | PE | PP | GF | GC | Dif |
| --------------- | --- | -- | -- | -- | -- | -- | -- | --- |
| Samoa           | 10  | 4  | 3  | 1  | 0  | 9  | 2  | +7  |
| Fiyi            | 9   | 4  | 3  | 0  | 1  | 18 | 2  | +16 |
| Tonga           | 6   | 4  | 2  | 0  | 2  | 16 | 10 | +6  |
| Nueva Caledonia | 3   | 4  | 1  | 0  | 3  | 13 | 10 | +3  |
| Samoa Americana | 1   | 4  | 0  | 1  | 3  | 0  | 32 | -32 |

| Fecha               | Lugar |                 |                            | Resultado |                            |                 |
| ------------------- | ----- | --------------- | -------------------------- | --------- | -------------------------- | --------------- |
| 8 de julio de 2019  | Apia  | Fiyi            | Bandera de Fiyi            | 11:0      | Bandera de Samoa Americana | Samoa Americana |
| 8 de julio de 2019  | Apia  | Samoa           | Bandera de Samoa           | 5:0       | Bandera de Tonga           | Tonga           |
| 10 de julio de 2019 | Apia  | Tonga           | Bandera de Tonga           | 3:2       | Bandera de Nueva Caledonia | Nueva Caledonia |
| 10 de julio de 2019 | Apia  | Samoa Americana | Bandera de Samoa Americana | 0:0       | Bandera de Samoa           | Samoa           |
| 12 de julio de 2019 | Apia  | Nueva Caledonia | Bandera de Nueva Caledonia | 9:0       | Bandera de Samoa Americana | Samoa Americana |
| 12 de julio de 2019 | Apia  | Samoa           | Bandera de Samoa           | 1:0       | Bandera de Fiyi            | Fiyi            |
| 15 de julio de 2019 | Apia  | Fiyi            | Bandera de Fiyi            | 4:0       | Bandera de Nueva Caledonia | Nueva Caledonia |
| 15 de julio de 2019 | Apia  | Samoa Americana | Bandera de Samoa Americana | 0:12      | Bandera de Tonga           | Tonga           |
| 18 de julio de 2019 | Apia  | Tonga           | Bandera de Tonga           | 1:3       | Bandera de Fiyi            | Fiyi            |
| 18 de julio de 2019 | Apia  | Nueva Caledonia | Bandera de Nueva Caledonia | 2:3       | Bandera de Samoa           | Samoa           |

#### Grupo B
| Equipo             | Pts | PJ | PG | PE | PP | GF | GC | Dif |
| ------------------ | --- | -- | -- | -- | -- | -- | -- | --- |
| Papúa Nueva Guinea | 12  | 4  | 4  | 0  | 0  | 20 | 4  | +16 |
| Islas Cook         | 9   | 4  | 3  | 0  | 1  | 7  | 7  | 0   |
| Tahití             | 4   | 4  | 1  | 1  | 2  | 1  | 6  | -5  |
| Islas Salomón      | 3   | 4  | 1  | 0  | 3  | 5  | 9  | -4  |
| Vanuatu            | 1   | 4  | 0  | 1  | 3  | 3  | 10 | -7  |

| Fecha               | Lugar |                    |                               | Resultado |                               |                    |
| ------------------- | ----- | ------------------ | ----------------------------- | --------- | ----------------------------- | ------------------ |
| 8 de julio de 2019  | Apia  | Tahití             | Bandera de Polinesia Francesa | 0:2       | Bandera de Islas Cook         | Islas Cook         |
| 8 de julio de 2019  | Apia  | Papúa Nueva Guinea | Bandera de Papúa Nueva Guinea | 5:2       | Bandera de Islas Salomón      | Islas Salomón      |
| 10 de julio de 2019 | Apia  | Islas Cook         | Bandera de Islas Cook         | 2:1       | Bandera de Vanuatu            | Vanuatu            |
| 10 de julio de 2019 | Apia  | Islas Salomón      | Bandera de Islas Salomón      | 0:1       | Bandera de Polinesia Francesa | Tahití             |
| 12 de julio de 2019 | Apia  | Vanuatu            | Bandera de Vanuatu            | 1:2       | Bandera de Islas Salomón      | Islas Salomón      |
| 12 de julio de 2019 | Apia  | Tahití             | Bandera de Polinesia Francesa | 0:4       | Bandera de Islas Salomón      | Papúa Nueva Guinea |
| 15 de julio de 2019 | Apia  | Papúa Nueva Guinea | Bandera de Papúa Nueva Guinea | 6:1       | Bandera de Vanuatu            | Vanuatu            |
| 15 de julio de 2019 | Apia  | Islas Salomón      | Bandera de Islas Salomón      | 1:2       | Bandera de Islas Cook         | Islas Cook         |
| 18 de julio de 2019 | Apia  | Islas Cook         | Bandera de Islas Cook         | 1:5       | Bandera de Papúa Nueva Guinea | Papúa Nueva Guinea |
| 18 de julio de 2019 | Apia  | Vanuatu            | Bandera de Vanuatu            | 0:0       | Bandera de Polinesia Francesa | Tahití             |

### Segunda fase

#### Disputa del tercer lugar
| Fecha               | Lugar |      |                 | Resultado |                       |            |
| ------------------- | ----- | ---- | --------------- | --------- | --------------------- | ---------- |
| 20 de julio de 2019 | Apia  | Fiyi | Bandera de Fiyi | 3:1       | Bandera de Islas Cook | Islas Cook |

#### Final
| Fecha               | Lugar |       |                  | Resultado |                               |                    |
| ------------------- | ----- | ----- | ---------------- | --------- | ----------------------------- | ------------------ |
| 20 de julio de 2019 | Apia  | Samoa | Bandera de Samoa | 1:3       | Bandera de Papúa Nueva Guinea | Papúa Nueva Guinea |

## Goleadoras
| Jugadora           | Selección          | Goles |
| ------------------ | ------------------ | ----- |
| Ramona Padio       | Papúa Nueva Guinea | 9     |
| Torijan Lyne-Lewis | Samoa              | 7     |
| Cema Nasau         | Fiyi               | 6     |
| Lee Maoate-Cox     | Islas Cook         | 5     |
| Cassidy Cawa       | Nueva Caledonia    | 5     |
| Meagen Gunemba     | Papúa Nueva Guinea | 5     |